# Kléber (métro de Paris)
Pour les articles homonymes, voir Kléber (homonymie).
Kléber est une station de la ligne 6 du métro de Paris, située dans le 16e arrondissement de Paris.

## Situation
La station est établie sous l'avenue Kléber au sud de la place Charles-de-Gaulle, à hauteur de l'avenue des Portugais. Approximativement orientée selon un axe nord-sud, elle s'intercale entre le terminus occidental de Charles de Gaulle - Étoile (dont elle constitue l'amorce de la boucle) et la station Boissière.

## Histoire
La station est ouverte le 2 octobre 1900 sur un embranchement de la ligne 1 entre Étoile (aujourd'hui Charles de Gaulle - Étoile) et Trocadéro, lequel devient le premier tronçon de la ligne 2 Sud le 5 novembre 1903 lors de la mise en service de son premier prolongement jusqu'à Passy. Le 17 octobre 1907, la ligne 2 Sud est absorbée par la ligne 5 qui effectue alors le trajet Étoile - Lancry (actuelle Jacques Bonsergent). Du 17 mai au 6 décembre 1931, le tronçon entre Place d'Italie et Étoile de la ligne 5 est intégré temporairement à la ligne 6, qui relie alors Étoile à Nation. La section absorbée lui est définitivement cédée le 6 octobre 1942.
En prévision de la pneumatisation et de la modernisation du matériel de la ligne 6, la station, initialement à disposition classique avec deux quais séparés par les voies, est remaniée en profondeur en 1969. Deux demi-stations latérales comprenant chacune une voie sont ajoutées de part et d'autre des quais existants, et les piédroits d'origine sont percés sur la majorité de leur longueur. Afin de soutenir la voûte pendant les travaux, des arceaux en métal sont utilisés. Datant de la Seconde Guerre mondiale, ils servaient initialement à éviter l'effondrement des stations qui avaient été bombardées. Cette reconstruction permet d'assouplir l'exploitation du terminus de Charles de Gaulle - Étoile qui, avec sa voie unique, ne permettait pas le stationnement prolongé des trains.
Elle doit sa dénomination à son implantation sous le nord de l'avenue Kléber, laquelle rend hommage à Jean-Baptiste Kléber (1753-1800), général français qui s'est illustré lors des guerres de la Révolution française, notamment lors de la guerre de Vendée et la campagne d'Égypte.
En 2019, 1 253 324 voyageurs sont entrés à cette station ce qui la place à la 284e position des stations de métro pour sa fréquentation sur 302,.
En 2020, avec la crise du Covid-19, 513 955 voyageurs sont entrés dans cette station, ce qui la place à la 289e position sur 304 des stations de métro pour sa fréquentation,.
En 2021, la fréquentation remonte progressivement, avec 724 215 voyageurs qui sont entrés dans cette station ce qui la place à la 292e position des stations de métro pour sa fréquentation sur 304,.

## Services aux voyageurs

### Accès
La station dispose de deux accès débouchant de part et d'autre de l'avenue Kléber, chacun orné d'un édicule Guimard faisant l'objet d'une inscription au titre des monuments historiques par l'arrêté du 12 février 2016 :
- l'accès 1 « avenue Kléber » se situant face aux nos 12 et 14 de l'avenue.
- l'accès 2 « avenue des Portugais » se trouvant au droit du no 15 de l'avenue ;

Accès à la station
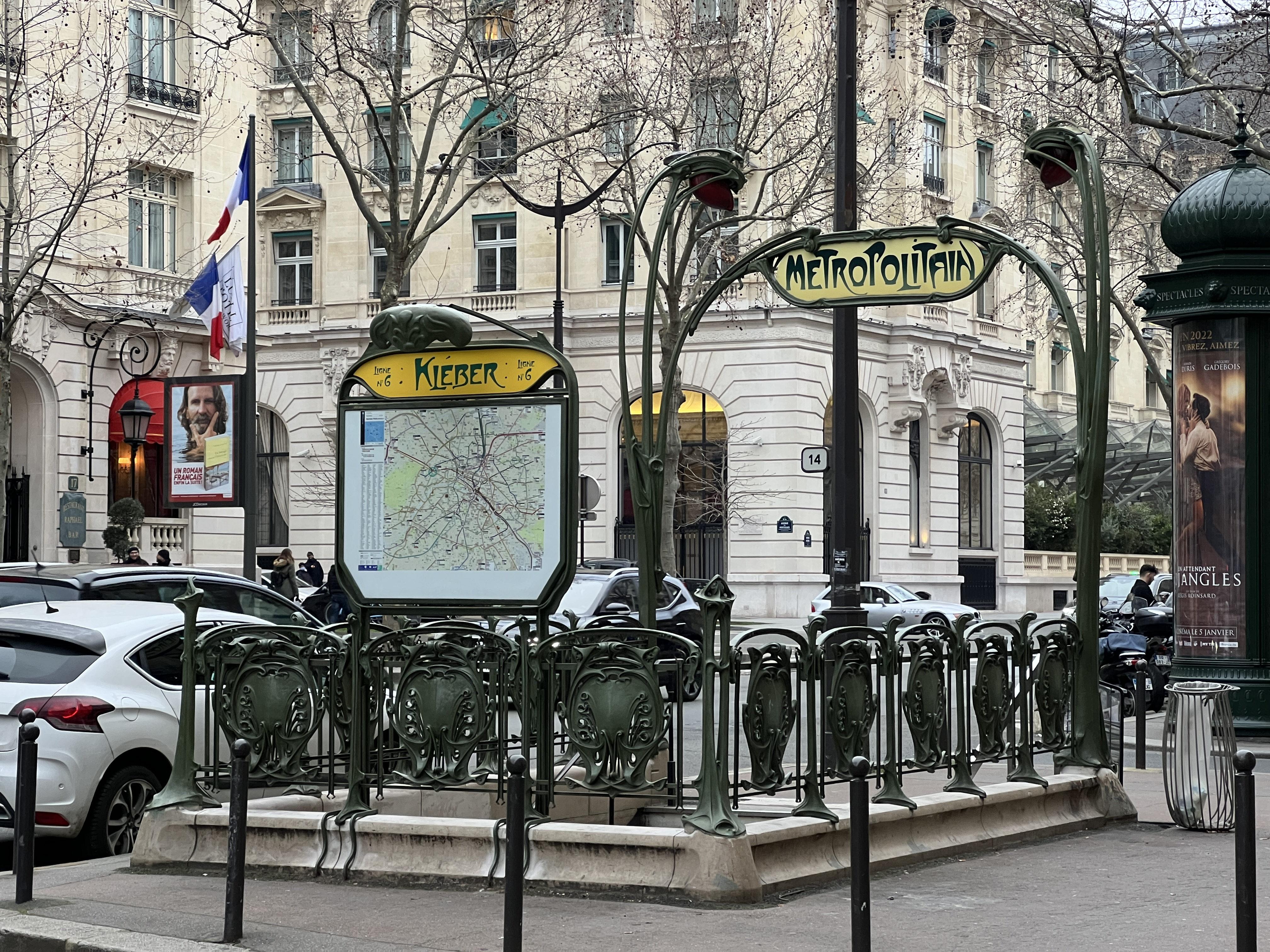
L'accès no 1 « Avenue Kléber ».
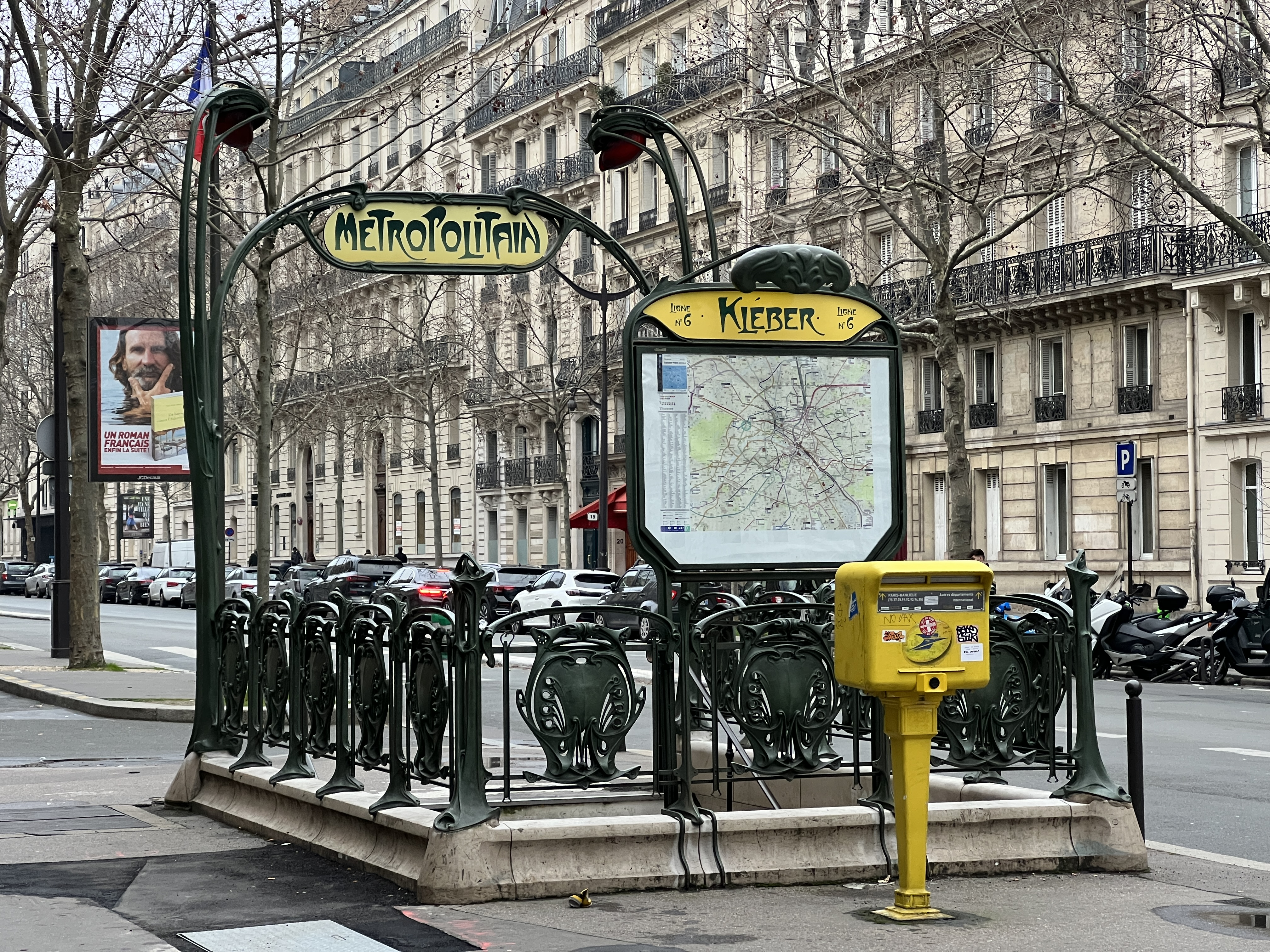
L'accès no 2 « Avenue des Portugais ».

.

### Quais
Kléber est une station de configuration particulière : elle possède quatre voies à quai afin de tenir le rôle de terminus technique. Elle est utilisée pour un arrêt prolongé des rames avant ou après leur passage au terminus de Charles de Gaulle - Étoile en fonction des temps nécessaires de régulation et de pause pour les conducteurs. Le terminus « commercial » de Charles de Gaulle - Étoile est trop contraint pour pouvoir jouer efficacement ce rôle.
Les voies latérales sont partiellement séparées des voies centrales d'origine par des piédroits, la station étant initialement de configuration standard avec deux quais séparés par les voies du métro situées au centre. Elle est donc divisée en trois parties, chacune possédant une voûte elliptique. L'extrémité nord est cependant d'un seul tenant, et possède deux piédroits verticaux ainsi qu'un plafond horizontal.
La décoration est typée des années 1970 : les bandeaux lumineux sont suspendus et munis de lames métalliques entrecroisées, tandis que des carreaux de céramiques beige posés verticalement et alignés (que l'on ne retrouve qu'aux stations Porte de Bagnolet et Gallieni sur la ligne 3) recouvrent les piédroits des quais, les tympans ainsi que l'extrémité des voûtes, ces dernières étant peintes en blanc de même que les piédroits les plus latéraux. Les cadres publicitaires sont métalliques et le nom de la station est inscrit en lettres capitales sur plaques émaillées de grande taille. Les sièges sont de style « Motte » de couleur bleue.

### Intermodalité
La station est desservie par les lignes 22 et 30 du réseau de bus RATP et, la nuit, par la ligne N53 du réseau de bus Noctilien.

## À proximité
- The Peninsula Paris

## Filmographie
Quelques scènes de films sont tournées dans la station dont, pour les longs métrages, Le Nom des gens (Michel Leclerc, 2010).